# Bärbel Kovalevski
Bärbel Kovalevski (geboren 1937, geborene Stein, verwitwete Blaschke) ist eine deutsche Kunsthistorikerin und Museologin, welche regelmäßig zur deutschen Kunst des 18. und 19. Jahrhunderts und insbesondere zu Künstlerinnen der Goethezeit publiziert.

## Leben
Bärbel Kovalevski studierte Museologie an der Fachschule Weißenfels, Geschichte an der Humboldt-Universität Berlin bei Eckehard Müller-Mertens und promovierte 1985 am Institut für Kunstgeschichte der Universität Greifswald bei Hannelore Gärtner. Sie leitete von 1969 bis 1982 das Stadtmuseum Güstrow und war danach als wissenschaftliche Mitarbeiterin am Museum für deutsche Geschichte Berlin tätig. Von 1991 bis 1996 lehrte Kovalevski Kunst- und Kulturgeschichte an der HTWK Leipzig im Fachbereich Museologie.
Sie forscht und publiziert über Künstlerinnen und Künstler des 18. und 19. Jahrhunderts sowie über Meissner Porzellan. Bärbel Kovalevski wirkte an mehreren Ausstellungen über die Künstlerinnen der Goethezeit mit. Sie lebt in Berlin und ist in zweiter Ehe mit Vladimir Kovalevsky verheiratet.

## Publikationen (Auswahl)
- Georg Friedrich Kersting als Malervorsteher an der Königlich-Sächsischen Porzellanmanufaktur Meißen von 1818 bis 1847. Ein Beitrag zur Rolle und Stellung des Künstlers in der kunsthandwerklichen Produktion unter dem Einfluß des Industrialisierungsprozesses in der ersten Hälfte des 19. Jahrhunderts. Dissertation. Greifswald 1984. Dazu auch Teilabdruck in: Mitteilungsblatt Keramik-Freunde der Schweiz. Nr. 108, Zürich 1994.
- Bärbel Kovalevski (Hrsg.): Zwischen Ideal und Wirklichkeit. Künstlerinnen der Goethe-Zeit zwischen 1750 und 1850. Ausstellungskatalog, Verlag Gerd Hatje, Ostfildern-Ruit 1999.
- Louise Seidler 1786–1866: Goethes geschätzte Malerin. Verlag Dr. Bärbel Kovalevski, 2006, ISBN 3-00-018335-3.
- Marie Ellenrieder 1791–1863. Verlag Dr. Bärbel Kovalevski, 2008, ISBN 978-3-9812252-2-8.
- Caroline Bardua 1781–1864. Verlag Dr. Bärbel Kovalevski, 2008, ISBN 978-3-9812252-3-5.
- Aus Weimars Silbernem Zeitalter: Zeichnungen aus dem Nachlass der Familien Bertuch und Froriep. H. W. Fichter Kunsthandel, 2008, ISBN 978-3-943856-10-1.
- Louise Wolf 1796–1859. Verlag Dr. Bärbel Kovalevski, 2009, ISBN 978-3-9812252-4-2.
- Adolff Senff 1785–1863. Verlag Dr. Bärbel Kovalevski, 2009, ISBN 978-3-9812252-5-9.
- Güstrow: Geschichte in Bildern. Sutton Verlag, 2009, ISBN 978-3-86680-358-9.
- Die Bilderchronik des Sächsischen Kunstvereins Dresden 1828–1836. H. W. Fichter Kunsthandel, 2010, ISBN 978-3-9814023-0-8.
- Georg Friedrich Kersting 1785–1847. Verlag Dr. Bärbel Kovalevski, 2010, ISBN 978-3-9812252-6-6.
- Louise Seidler 1786–1866. Verlag Dr. Bärbel Kovalevski, 2011, ISBN 978-3-9812252-7-3.
- Deutsche Künstlerinnen im Aufbruch. In: Emilie Lindner (1797–1867), Christoph Merian Verlag, 2013, S. 166–194, ISBN 978-3-85616-624-3
- Werkverzeichnis Caroline Bardua: Gemälde und Zeichnungen. Verlag Dr. Bärbel Kovalevski, 2015.
- Form und Glanz aus Meissen: Porzellan 1814–1850. Weißensee Verlag, 2019, ISBN 978-3-89998-265-7.
- Barbara Rosina Lisiewska (1713–1783): Hofmalerin in Berlin und Braunschweig. Weißensee Verlag, 2021, ISBN 978-3-89998-385-2.
- Chronik der Deutschen Romantik. Edition Fichter, 2021, ISBN 978-3-947313-09-9.
- Künstlerinnen an der Königlich-Sächsischen Akademie der bildenden Künste Dresden. In: Dresdner Hefte Nr. 147 (un)sichtbare Frauen in der Dresdner Stadtgeschichte, 2021.
- Georg Friedrich Kersting (1785–1847). Sächsische Monographien, Bd. 1, Donatus Verlag, 2023, ISBN 978-3-946710-63-9.